# オットー・タンゲ
オットー・タンゲ(ドイツ語: Otto Tange、1915年9月22日 - 1943年7月30日)は、ドイツの軍人。最終階級は空軍中尉。第二次世界大戦では総撃墜数68機(西部戦線で3機、東部戦線で65機)を記録したエース・パイロットであり、その戦功から騎士鉄十字章を受章した。

## 経歴
第二次世界大戦時、タンゲはドイツ空軍第51戦闘航空団に所属していた。大戦初期よりフランス侵攻やバトル・オブ・ブリテンなどに参戦し、後者では英軍機3機を撃墜した。その後、バルバロッサ作戦を経て独ソ戦へ参戦した彼は、1941年内に33機撃墜を記録した。1942年3月19日、総撃墜数が40機に達したことにより、騎士鉄十字章を受章した。しかし1943年7月30日、ソヴィエト連邦ロシア・ソビエト連邦社会主義共和国オリョール州ボルホフ上空で高射砲により撃墜され死亡した。

## 叙勲
- パイロット章
- 空軍名誉杯 (1941年9月1日)[1]
- 空軍前線飛行章
- 鉄十字章
  - 二級鉄十字勲章1939年章
  - 一級鉄十字勲章1939年章
- ドイツ十字章
  - ドイツ十字章金章 (1941年11月24日)[2]
- 騎士鉄十字章
  - 騎士鉄十字章 (1942年3月19日)[3][4]